# 全電気航続距離
全電気航続距離（ぜんでんきこうぞくきょり、英語: all-electric range、略称AER）は、所定の走行サイクルにしたがい、車載バッテリーパックの電力のみを使用した電気自動車の最大航続距離である。二次電池式電気自動車の場合は、1回の充電での最大航続距離を意味する。プラグインハイブリッド車（PHEV）の場合は、燃料の燃焼と車載バッテリーパックの両方を利用する充電維持モード（プラグイン走行）ではかなり遠くまで走行できるため、充電枯渇モードでの最大航続距離を意味する。
PHEVの場合、ドライブトレインの設計が異なるため、AERの計算はより複雑になる。フィスカー・カルマのようにシリアル・ハイブリッド方式を採用している車は、AERが明確である。同様に、シボレー・ボルトのように、電気モード時に内燃機関をドライブトレインから切り離す車は明確なAERを持っているが、内燃機関と電気モーターを併用するブレンドモードのPHEVは、ガソリンと電気を同時に使用するため、明確なAERを持っていない。等価AER（Equivalent AER）は、このアーキテクチャーを採用した車両のAERである。この計算の一例は、アルゴンヌ国立研究所の "TEST PROCEDURES AND BENCHMARKING Blended-Type and EV-Capable Plug-In Hybrid Electric Vehicle" という報告書に記載されている。
この手順では、以下の式を用いてブレンドモードで走行する車両の等価AERを算出している。
{\displaystyle {\text{AER}}_{\text{Equivalent}}=\left(1-{\frac {GPM_{CD}}{GPM_{CS}}}\right)d^{CD}}
ここで、GPMCDは充電枯渇モードでの効率、GPMCSは充電維持モードでの効率を表し、dCDは充電枯渇モードでの航続距離を表している。
プラグインハイブリッド車の全電気モードでの航続距離は、電池のみで走行可能な距離を示すPHEV-(miles) またはPHEV-(kilometers) kmで表される。例えば、PHEV-20は、内燃機関を使用せずに20マイル（約32 km）走行できる（PHEV32kmと表記することもある）。